# François Ier et Triboulet
Pour plus de détails, voir Fiche technique et Distribution.
François Ier et Triboulet est un film muet français réalisé par Georges Méliès, sorti en 1907.

## Synopsis
Bouffon de François Ier, Triboulet essaie en vain d'amuser le roi de France jusqu'à une scène finale, aidé d'une assistante.

## Fiche technique
Source IMDb
- Réalisation : Georges Méliès
- Production : Star Film (France)
- Pays de production : France
- Genre : court-métrage de comédie
- Format : noir et blanc - 35 mm - 1,33:1 - muet - procédé cinématographique : sphérique
- Métrage : 98 mètres
- Durée : 5 minutes
- Dates de sortie :
  - France : 13 décembre 1907[2]
  - États-Unis : 25 janvier 1908

## Distribution
Source IMDb
- Georges Méliès (non crédité) : Triboulet